# Egbert Lipowski
Egbert Lipowski (* 27. März 1943 in Roggenhausen, Ostpreußen, dem heutigen Rogóż, Kozłowo, Woiwodschaft Ermland-Masuren, zugehörig) ist ein deutscher Schriftsteller und Dramaturg.

## Leben
Egbert Lipowski wurde 1943 im ostpreußischen Roggenhausen geboren. Nach der Vertreibung in Richtung Westen, ließ sich die Familie in Sachsen-Anhalt nieder. Er besuchte die Grundschule in Wolmirstedt. Von der Oberschule ging er mit der Mittleren Reife ab. Sein erstes Gedicht schrieb er mit 16 Jahren auf sein weißstrahlendes Gipsbein. Dem Wunsch des katholischen Vaters, er solle Priester werden, entsprach der Sohn nicht: In Magdeburg wurde er zum Maschinenschlosser ausgebildet. Danach nahm er Schauspielunterricht in Berlin, doch nach einigen Semestern wurde er wegen Talentlosigkeit exmatrikuliert. Zu dieser Zeit holte er an der Abendoberschule das Abitur nach. Anschließend arbeitete er als Transportarbeiter, Chemieproduktionsarbeiter und Komparse. Es folgte der 18-monatige Armeedienst. Nach dessen Ableistung sicherte er sich mit Schlosser- und Abschmierarbeiten bei der Reichsbahn sein Einkommen.
Er schrieb nebenher Gedichte und schloss Bekanntschaft mit Johannes Bobrowski und Günter Kunert, durch die er Ermutigung zum Weiterdichten erfuhr. Von 1967 bis 1970 absolvierte er ein Direktstudium am Institut für Literatur „Johannes R. Becher“ Leipzig. Gleich zu Beginn, im Oktober 1967, hatte er sich mit anderen Studierenden unerlaubt von einem kollektiven Ernteeinsatz entfernt und sah sich daraufhin einem Disziplinarverfahren ausgesetzt, aus dem er mit einer mündlichen Verwarnung herausging. Im weiteren Verlauf des Studiums gab er sich zumindest nach außen hin konform, ja sogar betont linientreu.
1971 trat er eine Aspirantur und Assistenztätigkeit an der Hochschule für Film und Fernsehen der DDR Potsdam-Babelsberg an. Daraus ging eine Anstellung als Dramaturg und künstlerischer Mitarbeiter in den Filmateliers hervor. Zu seinen Aufgaben gehörte es, Drehbücher und Szenarien für Dokumentarfilme und Mischgenres anzufertigen. Das Schreiben von anderen literarischen Gattungen blieb seine Freizeitbeschäftigung; Zeitungen und Zeitschriften waren seine Abnehmer. Lipowskis erstes Buch erschien 1976. Die 30 Erzählungen erhielten den Titel Frauen und Monde. 1979 schloss sich Tod im Konzertsaal mit 15 Erzählungen an. Zehn Jahre später folgte noch ein Roman namens Küchenlabor. Diese drei Bücher erschienen im Ost-Berliner Buchverlag Der Morgen. Eine Sammlung von Gedichten (Gebogen unter dem Gewicht des Vogels) erschien erst nach der Wende 2002 bei einem „West“-Verlag in Frankfurt am Main. Zwischendurch gab er das Periodikum der Filmhochschule heraus. Schon zu DDR-Zeiten war er dort für die Betreuung der praktischen Studentenarbeiten, die ersten Filmversuche, die Hauptprüfungsfilme und die Diplomfilme zuständig und stand so im engen Austausch mit den jungen Studierenden und deren Vorhaben, die ihn zum ständigen Überprüfen der eigenen Positionen veranlassten.
Egbert Lipowski lebt seit Jahrzehnten in Michendorf bei Potsdam. Er gehört dort einem von einer dominikanischen Ordensschwester geleiteten, aber konfessionell nicht gebundenen Gesprächskreis älterer Mitbürger an. Er ist außerdem Mitglied im Literatur-Kollegium Brandenburg e. V.

## Werk
Lipowski verstand seine originellen und variationsreichen Texte über schrullige, kauzige, eigenbrötlerische Leute in Frauen und Monde als Plädoyer für das Individuelle. Eine Beschäftigung mit ihnen, erklärte er im Interview mit dem Sächsischen Tageblatt, lasse mehr als nur ein Außenseitertum erkennen. Werner Neubert befand in der Berliner Zeitung, dass das Buch unter den als Sammelrezension behandelten das „eigenwilligste“ sei. Es weise „recht differenzierte Stimmungslagen“ auf, der Bogen spanne sich vom „Elegisch-Tiefsinnigen […] bis zum Sarkastischen […] und vielleicht sogar auch einmal Satirisch-Makabren“. Lipowskis Erzählkontur sei, schloss er seine Besprechung, „bei sichtlicher Begabung einfach noch zu unfertig“.
Im Klappentext zum Nachfolger Tod im Konzertsaal heißt es, der Erzählband biete „Satiren, Grotesken, Impressionen und feinfühlige psychologische Erkundungen“. Der Leser erfahre „von leergewordenen menschlichen Beziehungen, von Kindheitsbeobachtungen, von pfiffigen Käuzen und bequemen Zeitgenossen“. Lipowski gestalte seine zeitgemäßen Momentaufnahmen von Schicksalen „ohne Larmoyanz, aber auch ohne oberflächlichen Optimismus“. Der Literaturkritiker der Tribüne gab „die feinfühlige Auslotung unscheinbarer Gegebenheiten am Rande des schwergewichtigeren Alltags; die psychologische Erkundung menschlicher Verhaltensweisen am Beispiel eigenwilliger, ja zuweilen skurriler Zeitgenossen“ als übergeordnetes Thema an. Dies erkannte auch die Rezensentin der Berliner Zeitung, die ihre Aufmerksamkeit auf Dinge gelenkt sah, „derer man im hektischen Alltag nicht gewahr wird.“ Dennoch hielt sie Tod im Konzertsaal für ein „unspektakuläres Bändchen“. In ihrer ausführlichen Rezension im Neuen Deutschland stellte Gloria Zimmermann gleich zu Anfang fest, dass die Qualität der Erzählungen gestiegen sei und begründete dies mit der „Absage an ein Übermaß von Autobiographischem und Reflektorischem“. Sie fügt an: „Denn immer wieder kommt er seinen sich mit Ordnung und Routine über ihr eigentliches Leben hinwegmogelnden Gestalten mit Sympathie und Wärme entgegen. […] In ihrer Bündigkeit, in ihrem Bemühen, im Alltäglichen kräftig Züge des Zusammenlebens von Menschen zu zeichnen, ähneln sie Werken seiner Altersgenossen Helga Schubert und Martin Stephan.“
Der Autor sah seine beiden Erzählbände im Nachhinein (August 1989) kritisch, weil sie „geschlossene Kreise“ zögen statt eine „wirklich große Öffnung zu erreichen“ wie beispielsweise Christa Wolf es vermöge. Sie seien als DDR-Literatur determiniert, eine Literatur, deren Autoren nicht konsequent genug ihre engen Pfade verlassen und eigene vorwärtsgerichtete Wege gehen würden.
Auf die veröffentlichten Kurzformen Reportage, Gedicht, Szenarium und Erzählung folgte 1989 der Roman Küchenlabor. Nicht zuerst die Lebenshilfe für Mitmenschen, sondern das Bewältigen eines eigenen Problems, nämlich die Diabetes-Erkrankung der Tochter, habe ihn zum Schreiben von Küchenlabor veranlasst, erklärte Lipowski. Vom Rezensenten des Sächsischen Tageblatts gab es hierauf bezogen eine Stil- und Ausdruckskritik. Inhaltliche Kritik äußerte Wera Schauer in der Berliner Zeitung: „[…] der Leser wird nicht tief einbezogen in den Mikrokosmos von Tochter, Mutter, Vater und dessen Geliebter. So anonym wie die äußeren Bedingungen bleibt ihre innere Welt.“ Im Neuen Deutschland dagegen lobte der Rezensent die psychologisch ausgewogenen Einblicke in die Protagonisten, insbesondere „daß hier Schwingungen der menschlichen Seele fein empfunden und genau wiedergegeben sind. Dabei wird in eher kühlem, nachdenklichem, reportagehaftem Ton erzählt, der erst gar keine Rührseligkeit aufkommen läßt und emotional um so mehr beeindruckt.“
Nach Küchenlabor war ein in Buch in Planung, das den Arbeitstitel Der lange Weg des Plötzlichen trug; es erschien nie.
Lipowski war von Nummer 47 (1995) bis zu Nummer 54 (1999) Mitherausgeber der Schriftenreihe der Hochschule für Film und Fernsehen „Konrad Wolf“ namens Beiträge zur Film- und Fernsehwissenschaft BFF. Er veröffentlichte darin Beiträge zu „künstlerischen Schaffensprozessen in den AV-Medien“.
Ein Gedichtband und ein eigenproduzierter Dokumentarfilm kamen nach der Jahrtausendwende zu seinem überschaubaren Gesamtwerk hinzu.

## Zitat
„Nach wie vor ist für mich eine Geschichte, überhaupt etwas Geschriebenes, eine merkwürdige Existenz, zwar materieller als etwas Gesprochenes, aber doch nicht so dinghaft wie Möbel, Fenster, Glasscheiben. Aber eben dieses existiert nicht lange, es wird schnell ausgewechselt, im Nachhinein wirkt es gar spukhaft eilig. Wo sind die Glasscherben der Kindheit? Und all das wird kaum weniger schnell im Gedächtnis ausgewechselt, das wie ein verklemmter Mechanismus wirkt. Aber mit Hilfe der kleinen läppischen Zeichen Buchstaben und Wörter kann ich es aufbewahren. Plötzlich existiert es wieder, der alte Stuhl in der präzisen Architektur, die Glasscheibe aus der Kindheit, deren Kitt ich vom frischen Einsatz gar noch rieche und die ich wieder zersplittern höre, der Ziegelstein im Bett; alles ist dingfest, riecht, leuchtet, macht Geräusche, mit Hilfe der Wörter, wenn sie kunstvoll aneinandergereiht sind. Dann ergreift mich eine tiefe, geradezu körperliche Befriedigung; mißlingt diese Aneinanderreihung, stiftet es Unruhe und Verwirrung wie ein schlappes Gedächtnis. Aber es geht ja nicht nur um vergangene Dinge, sondern um gegenwärtige, künftige, wirkliche und unwirkliche; wie ist das mit den Menschen zum Beispiel, die jetzt dreißig Jahre zielbewußt ein anderes Zusammensein probieren [gemeint ist die DDR], wie sind da Freundlichkeit, Vertrauen, Hilfsbereitschaft, Zusammengehörigkeitsgefühl? Und Durchtriebenheit, Falschheit, Opportunismus? … Was mich früher beim Lesen einiger Schriftsteller, die den Augenblick genau beschreiben, geradezu anhalten und sich sehr genau begucken können, in Erstaunen versetzte: wie lang ihre Sätze gerieten. Es wundert mich immer weniger. Man kann sich an Worten und Sätzen wie eine Spinne an ihrem Faden entlangseilen, bis das Netz, die Geschichte, fertig ist, aufgebaut zwischen zwei Welten, Traum und Wirklichkeit. Die Spinne folgt ihrem Instinkt, und ich einer mehr oder minder gezielten Neugierde, die, ich fühle es, einen ruinieren kann…“

## Auszeichnungen
- Hans-Marchwitza-Preis[5]

## Buch-Publikationen
- Frauen und Monde. Erzählungen. Buchverlag Der Morgen, Berlin 1976.
- Tod im Konzertsaal. Erzählungen. Buchverlag Der Morgen, Berlin 1979.
- Küchenlabor. Roman. Buchverlag der Morgen, Berlin 1989, ISBN 3-371-00201-2.
- Gebogen unter dem Gewicht des Vogels. Liebesgedichte. Fouqué Literaturverlag, Frankfurt a. M. 2002, ISBN 3-8267-5135-3.

## Drehbücher (Auswahl)
- 1973:  Der kleine Anfang von Groß Mutz (zusammen mit Manfred Hildebrandt), DFF
- 1989: Tschinson – Freundschaft (Regie: Henry Köhler), Hochschule für Film und Fernsehen der DDR „Konrad Wolf“
- 1989: Jenseits von Klein Wanzleben (Regie: Andreas Dresen), Hochschule für Film und Fernsehen der DDR „Konrad Wolf“
- 1989: Zimbabwe – Dreams of the Future (Regie: Andreas Dresen, Günter Reisch, Jürgen Thierlein), Hochschule für Film und Fernsehen der DDR „Konrad Wolf“
- ca. 1991: Kunstschätze: Der Flügelaltar in der Stadtkirche zu Wittenberg (zusammen mit Johannes Weiße, Dieter Vetters), DFF
- 1991: Freundinnen der Revolution (Regie: Karl Heinz Lotz), Brandenburger Filmbetrieb
- 1992: Unsere bösen Kinder (Regie: Karl Heinz Lotz), DEFA-Studio für Dokumentarfilme
- 1996/1997: Strong Shit (Regie: Till Schauder), Hochschule für Film und Fernsehen München (Lipowski hier dramaturgisch beratend)

## Eigene Dokumentarfilme
- (Entstehungsjahr unbek.): Stella Maris (zusammen mit Kameramann Karl Faber)[5]